# Hokuto (Yamanashi)
Hokuto (北杜市, Hokuto-shi?) è una città giapponese della prefettura di Yamanashi.

## Amministrazione

### Gemellaggi
- Contea di Madison (Kentucky), Stati Uniti dal 1990
- LeMars, Stati Uniti dal 1993
- Pocheon, Corea del Sud dal 2003
- Manciano, Italia